# Hawk Point
Hawk Point é uma cidade localizada no estado americano de Missouri, no Condado de Lincoln.

## Demografia
Segundo o censo americano de 2000, a sua população era de 459 habitantes.
Em 2006, foi estimada uma população de 540, um aumento de 81 (17.6%).

## Geografia
De acordo com o United States Census Bureau tem uma área de
0,7 km², dos quais 0,7 km² cobertos por terra e 0,0 km² cobertos por água. Hawk Point localiza-se a aproximadamente 221 m acima do nível do mar.

## Localidades na vizinhança
O diagrama seguinte representa as localidades num raio de 20 km ao redor de Hawk Point.